# Katie Hobbs
Kathleen Marie Hobbs, née le 28 décembre 1969 à Phoenix (Arizona), est une femme politique américaine, membre du Parti démocrate et secrétaire d'État de l'Arizona de 2019 à 2023. Elle est gouverneure de l'État depuis le 2 janvier 2023.

## Biographie

### Formation et carrière
Diplômée de l'université du Nord de l'Arizona en 1992 et d'un master de l'université d'État de l'Arizona en 1995, Kathleen Hobbs est une travailleuse sociale. Elle se spécialise sur les questions de violence domestique, de santé mentale et des sans-abri. Responsable de la conformité d'un des plus grands centres de lutte contre les violences domestiques du pays, elle est également membre du corps professoral du Paradise Valley Community College et de l'université d'État de l'Arizona.

### Assemblée législative de l'Arizona
En 2010, Kathleen Hobbs est élue à la Chambre des représentants de l'Arizona et travail sur la problématique des violences familiales. En 2012, sa circonscription étant redécoupée, elle se présente au Sénat de l'Arizona et remporte l'élection. En 2015, elle devient leader de la minorité démocrate au Sénat de l'État et sert deux mandats à cette position.

### Secrétaire d'État de l'Arizona
Se présentant au poste de secrétaire d'État de l'Arizona, lors des élections de 2018, Katie Hobbs l'emporte sur son adversaire républicain avec une marge de 20 000 voix. En tant que secrétaire d'État, Katie Hobbs est première dans l'ordre de succession du gouverneur Doug Ducey. L'Arizona n'ayant pas de lieutenant-gouverneur, le secrétaire d'État accède au poste de gouverneur dans le cas où le gouverneur décède, démissionne ou est démis de ses fonctions.
À la suite de l'élection présidentielle américaine de 2020, l'équipe de campagne de Donald Trump conteste les résultats et poursuit en justice la secrétaire d'État de l'Arizona Katie Hobbs, affirmant que des bulletins avaient été invalidés par erreur dans le comté de Maricopa. La plainte réclamant un dépouillement manuel des bulletins de vote en question et la suspension du processus de certification des votes pendant cette évaluation est finalement abandonnée. 

### Gouverneure de l'Arizona
En octobre 2020, Katie Hobbs annonce briguer le poste de gouverneur de l'Arizona à l'élection de 2022. Le gouverneur républicain sortant, Doug Ducey, étant limité par le nombre de mandat, elle affronte l'ancienne présentatrice de télévision républicaine Kari Lake. Katie Hobbs remporte de justesse l'élection avec 50,32 % des voix, contre 49,65 % pour son adversaire. Katie Hobbs prête serment comme gouverneure de l'Arizona le 2 janvier 2023, remplaçant ainsi le gouverneur sortant Doug Ducey.